# Nikolaj Onufrievič Losskij
Nikolaj Onufrievič Losskij (in russo Николай Онуфриевич Лосский?; Krāslava, 24 novembre 1870 – Parigi, 24 gennaio 1965) è stato un filosofo russo.

## Biografia
Studiò all'Università statale di San Pietroburgo dapprima matematica e fisica, poi storia e filologia. Tra il 1901 e il 1903 visse in Germania e in Svizzera, dove completò la sua tesi di laurea "Insegnamenti fondamentali della psicologia dal punto di vista del volontarismo", da cui sarebbe scaturita l'opera che lo rese famoso, ovvero Obosnovanie intuitivizma ("Giustificazione dell'intuitivismo", 1904).
Dal 1907 al 1921 insegnò all'Università statale di San Pietroburgo, poi venne espulso dal paese per il carattere religioso del suo pensiero. Riparò così a Praga, poi con l'occupazione russa della Cecoslovacchia del 1942 si trasferì a Bratislava, dove insegnò all'università cittadina. Una volta che i sovietici arrivarono anche lì, Losskij fuggì in Francia e nel 1946 raggiunse suo figlio Vladimir Nikolaevič Losskij negli Stati Uniti.
Il suo pensiero si basa sul concetto di "realismo ideale concreto", che vede il mondo come sistema di figure sostanziali. Durante la sua carriera sviluppò ulteriormente le idee di Aleksej Aleksandrovič Kozlov e di Lev Michajlovič Lopatin. I concetti che lo ispirarono maggiormente furono l'unità di Vladimir Sergeevič Solov'ëv, la monadologia di Gottfried Wilhelm von Leibniz e altre idee di Henri Bergson, Edmund Husserl, Heinrich Rickert, Wilhelm Windelband, Wilhelm Schuppe e Johannes Rehmke.
Si occupò di epistemologia nelle opere Vvedenie v filosofiju ("Introduzione alla filosofia", 1911) e Osnovnye voprosy gnoseologii ("Problemi base di epistemologia", 1919), di etica in Svoboda voli ("Libertà di arbitrio", 1927) e Cennost' i bytie. Bog i Carstvo Božie kak osnova cennostej ("Valore ed essere. Dio e il Regno di Dio come fondamento dei valori", 1931). Altri suoi libri famosi furono Istorija russkoj filosofii ("La storia della filosofia russa", 1951) e Dostoevskij i ego christianskoe miroponimanie ("Dostoevskij e la sua visione cristiana del mondo", 1939).

## Opere tradotte in italiano
- La trasformazione del concetto della coscienza nella Teoria della conoscenza (in Enciclopedia delle scienze filosofiche di A. Ruge, I, Logica, Milano 1914)